# أورين (روسيا)
أورين (بالروسية: Урень) هي إحدى مدن روسيا في الكيان الفدرالي الروسي نيزني نوفغورود أوبلاست.